# لويس مورينو فرنانديز
لويس مورينو فرنانديز (بالإسبانية: Luis Moreno Fernández)‏ هو عالم اجتماع إسباني، ولد في 1950 في مدريد في إسبانيا.